# Linda Nolan
Pour les articles homonymes, voir Nolan.
Linda Nolan, née le 23 février 1959 à Dublin et morte le 15 janvier 2025 à Blackpool en Angleterre, est une chanteuse, actrice et personnalité de la télévision irlandaise. Elle accède à la notoriété en tant que membre du groupe féminin The Nolans en 1974, avec ses sœurs Anne, Denise, Maureen, Bernie et Coleen.

## Biographie

### Carrière
En tant que membre des Nolans, elle part en tournée avec Frank Sinatra en 1975, remporte le Tokyo Music Festival (en) en 1981 et compte sept succès dans le top 20 britannique entre 1979 et 1982.
Elle a ensuite joué au théâtre, y compris une résidence de huit saisons dans le rôle de Maggie May sur la jetée centrale de Blackpool (1986-1993), suivie de deux saisons dans le rôle de Rosie O'Grady sur la jetée sud de Blackpool (1994-1995).
En 1981, elle obtient un certain succès avec sa sœur Coleen au sein de The Young & Moody Band (en), avec Don't Do That (UK n°63) qui mettait également en vedette Lemmy Kilmister de Motörhead et Cozy Powell.
Elle quitte The Nolans en décembre 1983 et obtient rapidement le label « Naughty Nolan » grâce à ses photos publicitaires hot.
Linda, Bernie, Coleen et Maureen se sont réunies en 2009 pour une nouvelle tournée au Royaume-Uni et en Irlande. Elles ont également sorti un album I'm in the Mood Again (en), qui a atteint la 22e place du UK Albums Chart.